# Ü-Tsang

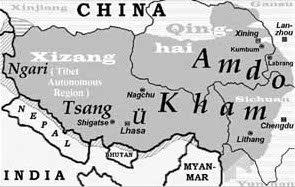

Ü-Tsang (tibetanska: དབུས་གཙང, Wylie: Dbus-gtsang) är tillsammans med Kham och Amdo en av de tre historiska regionerna i Tibet. Ü-Tsang är en sammanslagning av två regioner, Ü och Tsang, som hade Lhasa respektive Shigatse som centrum. Den nuvarande autonoma regionen Tibet omfattar större delen av det territorium som en gång utgjorde Ü-Tsang samt delar av Kham.